# Peter Ndichu
Peter Mwai Ndichu (* 30. Juni 1990 in Kiambu) ist ein kenianischer Sprinter.

## Sportliche Laufbahn
Erste internationale Erfahrungen sammelte Peter Mwai Ndichu bei den Afrikaspielen 2015 in Brazzaville, bei denen er in das Halbfinale im 200-Meter-Lauf gelangte und mit der kenianischen 4-mal-100-Meter-Staffel in 39,78 s den vierten Platz belegte. 2016 gelangte er bei den Afrikameisterschaften in Durban erneut ins Halbfinale über 200 Meter und erreichte diesmal mit der Staffel Platz fünf. 2017 belegte er bei den World Relays auf den Bahamas mit der 4-mal-200-Meter-Staffel den siebten Platz. 2018 nahm er erstmals an den  Commonwealth Games im australischen Gold Coast teil und schied dort mit 21,27 s in der ersten Runde über 200 Meter aus. Zudem kam er mit der 4-mal-400-Meter-Staffel im Vorlauf zum Einsatz, ehe die Stafette im Finale disqualifiziert wurde. Im August belegte er bei den Afrikameisterschaften in Asaba in 20,80 s den siebten Platz und wurde mit der Staffel in 39,77 s Fünfter.
2018 wurde Ndichu kenianischer Meister im 200-Meter-Lauf.

## Persönliche Bestzeiten
- 100 Meter: 10,42 s, 21. Juni 2018 in Nairobi
- 200 Meter: 20,65 s, 23. Juni 2018 in Nairobi